# Biessum
Biessum est un village de la commune néerlandaise de Delfzijl, situé dans la province de Groningue.